# Reflexion
A Reflexion gothic metal együttes Finnországból, Ouluból.
1996-ban jött létre az együttes, és hosszú ideig énekes nélkül játszottak. 1997-ben az eredetileg gitárosnak készülő Juha Kylmänen mint énekes csatlakozott. 
2000 előtt az együttes neve BarbarianZ volt, ekkor lett Reflexion.
Néhány demó album után 2006-ban adták ki első teljes albumukat az Out of the Dark-ot. Második albumuk Dead to the Past, Blind for Tomorrow címmel 2008. március 17-én került kiadásra. Harmadik albumuk Edge címmel 2010 február végén kerül kiadásra, előbb Finnországban, majd két nappal később Európában is.

## Tagok
- Juha Kylmänen - Ének
- Ilkka Jolma - Gitár
- Juhani Heikka - Gitár
- Mikko Uusimaa - Basszusgitár
- Ilkka Leskelä - Dobok

## Diszkográfia

### Stúdió albumok
- Out of the Dark (2006)
- Dead to the Past, Blind for Tomorrow (2008)
- Edge (2010)

### Kislemezek
- Undying Dreams (2005)
- Storm (2006)
- Weak And Tired (2008)
- Twilight Child (2008)

### Demó albumok
BarbarianZ időszakból
- Blackness and Moonlight (1997)
- Run Like a Tiger (1998)
- Lost (1998)
- Spirit of Eclipse (1999)
- More Than Touch (1998-1999)

Reflexion időszakból
- 5th (2000)
- Destiny's Star (2001)
- Journey to Tragedy (2003)
- Smashed to Pieces (2004)